# Paul Phoenix
Paul Phoenix is een fictief personage uit de computerspelserie Tekken. Hij is een van de slechts vier personages (de andere zijn Heihachi Mishima, Nina Williams en Yoshimitsu) die zijn verschenen in elke game in de serie. Hij is herkenbaar aan zijn hi-top fade kapsel.